# M. T. 앤더슨
매슈 토빈 앤더슨(Matthew Tobin Anderson, 줄여서 M.T. 앤더슨, 1968년 11월 4일 ~ )은 미국의 아동 문학 중에서 그림책에서 청소년 소설을 쓰는 착가이다. 2006년 내셔널 북 어워드를 수상하였다. 앤더슨은 자신이 쓰는 이야기에서 재치있는 말을 사용하는 것으로 많이 알려져 있으며, 젊은 사람들이 성숙한 이해력을 가질 수 있다고 말한다.